# Giovanni Andrea Archetti
Giovanni Andrea Archetti (né le 11 septembre 1731 à Brescia en république de Venise, et mort le 5 novembre 1805 à Ascoli) est un cardinal italien du XVIIIe siècle et du début du XIXe siècle.

## Biographie
Giovanni Archetti est envoyé à Bologne en 1756 comme vice-légat. En 1775, alors qu'il est nonce apostolique à Varsovie, il exprime la même position intransigeante que son prédécesseur Giuseppe Garampi dans les confrontations entre les Jésuites et la Russie blanche. Il est nommé archevêque titulaire in partibus de Chalcédoine (de) et est consacré le 17 septembre 1775 par Carlo Rezzonico avec comme co-consécrateurs Orazio Mattei (de) et Giuseppe Maria Contesini. Arrivé à Varsovie au printemps 1776, il en repart fin 1784.
Giovanni Andrea Archetti est nonce extraordinaire à Saint-Pétersbourg auprès de Catherine II du 4 juillet 1783 à juin 1784.
Le pape Pie VI le crée cardinal-diacre lors du consistoire du 20 septembre 1784. Il est nommé légat à Bologne en 1785 et évêque d'Ascoli Piceno le 1er juin 1795. Il participe au conclave de 1799-1800 à Venise, lors duquel Pie VII est élu pape.

## Succession apostolique
Giovanni Andrea Archetti a ordonné les évêques suivants :
- Évêque Józef Prószyński (1777)
- Évêque Antoni Maciej Sierakowski (pl) (1779)
- Archevêque Jan Benisławski (pl) (1784)